# Tominovac
Tominovac falu Horvátországban, Pozsega-Szlavónia megyében. Közigazgatásilag Kutjevohoz tartozik.

## Fekvése
Pozsegától légvonalban 13, közúton 16 km-re északkeletre, községközpontjától 6 km-re délnyugatra, a Pozsegai-medencében, a Pozsegáról Nekcsére menő 51-es főúttól északra, Šumanovci és Bjeliševac között fekszik.

## Története
Tominovac ősi település, mely már a középkorban is létezett. Középkori templomának romjai még 1690-ben és 1702-ben is jól látszottak, mindazonáltal középkori létezéséről írásos nyom nem maradt. A török uralom idején muzulmán hitre áttért horvátok lakták, akik a felszabadító harcok idején Boszniába menekültek. A török kiűzését követően a török uralom alatt maradt Boszniából katolikus horvátok és pravoszláv szerbek települtek be. Ez a betelepült lakosság azonban rövidesen kihalt, vagy eltávozott. Helyükre a 18. században újabb pravoszláv szerbek érkeztek. 1698-ban „Tominovczi” néven 8 portával szerepel a török uralom alól felszabadított szlavóniai települések összeírásában. 1702-ben 21, 1730-ban 17 ház állt a településen.
Az első katonai felmérés térképén „Dorf Thominovacz”néven látható. Lipszky János 1808-ban Budán kiadott repertóriumában „Tominovacz” néven szerepel. Nagy Lajos 1829-ben kiadott művében „Tominovácz” néven 26 házzal és 189 ortodox vallású lakossal találjuk. 1866-ban a település határába a kutjevói uradalom majorja létesült. Emiatt a mezőgazdasági földek művelésére a 19. század második felében és a 20. század elején jelentős német, cseh és szlovák anyanyelvű lakosság érkezett a településre. 1911-ben a majort a Turković család eladta a Vatay családnak, akik szeszgyárat építettek itt.
A településnek 1857-ben 116, 1910-ben 353 lakosa volt. 1910-ben a népszámlálás adatai szerint lakosságának 26%-a szerb, 25%-a német, 20%-a cseh, 18%-a horvát, 11%-a szlovák anyanyelvű volt. Pozsega vármegye Pozsegai járásának része volt. Az első világháború után 1918-ban az új szerb-horvát-szlovén állam, majd később (1929-ben) Jugoszlávia része lett. 1991-ben lakosságának 74%-a horvát, 13%-a cseh, 9%-a szerb nemzetiségű volt. A településnek 2011-ben 164 lakosa volt.

## Lakossága
| Lakosság változása | Lakosság változása | Lakosság változása | Lakosság változása | Lakosság változása | Lakosság változása | Lakosság változása | Lakosság változása | Lakosság változása | Lakosság változása | Lakosság változása | Lakosság változása | Lakosság változása | Lakosság változása | Lakosság változása | Lakosság változása |
| ------------------ | ------------------ | ------------------ | ------------------ | ------------------ | ------------------ | ------------------ | ------------------ | ------------------ | ------------------ | ------------------ | ------------------ | ------------------ | ------------------ | ------------------ | ------------------ |
| 1857               | 1869               | 1880               | 1890               | 1900               | 1910               | 1921               | 1931               | 1948               | 1953               | 1961               | 1971               | 1981               | 1991               | 2001               | 2011               |
| 116                | 158                | 151                | 244                | 316                | 353                | 359                | 399                | 407                | 425                | 356                | 335                | 269                | 195                | 204                | 164                |